# Kids' Choice Sports 2016
La 3ª edizione dei Kids' Choice Sports si è tenuta il 14 luglio 2016 al Pauley Pavilion di Los Angeles ed è stata trasmessa il 17 luglio 2016 sulle reti televisive di Nickelodeon USA.
La conduzione dell'evento è stata affidata per la seconda volta di fila a Russell Wilson, giocatore di football americano.
Hanno affiancato il conduttore nella premiazione le seguenti celebrità: Michael Strahan, Von Miller, Cree Cicchino, CC Sabathia, Madisyn Shipman, Nick Cannon, Tyler Toffoli, Kyrie Irving, Tony Hawk, Jagger Eaton, Jamie Anderson, Andre Drummond, Victor Espinoza, Emmanuel Sanders, Nikki Bella, Brie Bella, Cam Newton, Stephen Curry, Klay Thompson, Brandi Chastain, Rob Gronkowski, Ciara e Zendaya.

## Vincitori e candidature
I vincitori sono indicati in grassetto.

### Miglior atleta uomo
- LeBron James (Basket)
- Kyle Busch (NASCAR)
- Stephen Curry (Basket)
- Bryce Harper (Baseball)
- Cam Newton (Football americano)
- Cristiano Ronaldo (Calcio)

### Miglior atleta donna
- Alex Morgan (Calcio)
- Serena Williams (Tennis)
- Jamie Anderson (Snowboard)
- Elena Delle Donne (Basket)
- Lydia Ko (Golf)
- Katie Ledecky (Nuoto)

### Nuovo arrivato preferito
- Simone Biles (Ginnastica artistica)
- Taylor Fritz (Tennis)
- Todd Gurley (Football americano)
- Jewell Loyd (Basket)
- Karl-Anthony Towns (Basket)
- Kristaps Porziņģis (Basket)

### Mani d'oro
- Odell Beckham Jr. (Football americano )
- Antonio Brown (Football americano)
- Corey Crawford (Hockey su ghiaccio)
- Rob Gronkowski (Football americano)
- Salvador Pérez (Baseball)
- Andrelton Simmons (Baseball)

### Giocatore da ultimo tiro
- Stephen Curry (Basket)
- Kevin Durant (Basket)
- James Harden (Basket)
- Patrick Kane (Hockey su ghiaccio)
- Carli Lloyd (Calcio)
- Peyton Manning (Football americano)

### Mosse più folli
- Stephen Curry (Basket)
- Odell Beckham Jr. (Football americano)
- Kyrie Irving (Basket)
- Lionel Messi (Calcio)
- Alex Ovechkin (Hockey su ghiaccio)
- Russell Westbrook (Basket)

### Non provateci a casa
- Ronda Rousey (Arti marziali miste)
- Alise Post (BMX)
- Ashley Caldwell (Sci acrobatico)
- Danny Davis (Snowboard)
- Nyjah Huston (Skateboard)
- Satoko Miyahara (Skateboard)

### Re dello stile
- Cam Newton (Football americano)
- Antonio Brown (Football americano)
- Andre Iguodala (Basket)
- Von Miller (Football americano)
- Cristiano Ronaldo (Calcio)
- Russell Westbrook (Basket)

### Regina dello stile
- Leticia Bufoni (Skateboard)
- Swin Cash (Basket)
- Misty Copeland (Danza classica)
- Elena Delle Donne (Basket)
- Skylar Diggins (Basket)
- Caroline Wozniacki (Tennis)

### Best Cannon
- Russell Wilson (Football americano)
- Tom Brady (Football americano)
- Novak Đoković (Tennis)
- Bryce Harper (Baseball)
- Aaron Rodgers (Football americano)
- Serena Williams (Tennis)

### Biggest Powerhouse
- Rob Gronkowski (Football americano)
- Prince Fielder (Baseball)
- Draymond Green (Basket)
- Holly Holm (Arti marziali miste)
- Von Miller (Football americano)
- J. J. Watt (Football americano)

### Need for Speed
- Usain Bolt (Atletica leggera)
- Billy Hamilton (Baseball)
- Candace Hill (Atletica leggera)
- Jimmie Johnson (NASCAR)
- Chloe Kim (Snowboard)
- Ted Ligety (Sci alpino)

### Premio Leggenda
- Kobe Bryant